# Cryptomeliola natans
Cryptomeliola natans är en svampart som beskrevs av Mibey & P.F. Cannon 1999. Cryptomeliola natans ingår i släktet Cryptomeliola och familjen Meliolaceae.   Inga underarter finns listade i Catalogue of Life.